# Haploa militaris
Haploa militaris là một loài bướm đêm thuộc phân họ Arctiinae, họ Erebidae.